# YUBA liga 1962
La YUBA liga 1962 è stata la 18ª edizione del massimo campionato jugoslavo di pallacanestro maschile. La vittoria finale è stata ad appannaggio dell'AŠK Lubiana.

## Regular season
|     | Squadra               | G  | V  | P  | PF    | PS    | Pt. | Qualificazione |
| --- | --------------------- | -- | -- | -- | ----- | ----- | --- | -------------- |
| 1.  | AŠK Lubiana           | 18 | 16 | 2  | 1 730 | 1 284 | 32  |                |
| 2.  | OKK Belgrado          | 18 | 15 | 3  | 1 682 | 1 285 | 30  |                |
| 3.  | Zadar                 | 18 | 14 | 4  | 1 548 | 1 310 | 28  |                |
| 4.  | Lokomotiva Zagabria   | 18 | 11 | 7  | 1 604 | 1 457 | 22  |                |
| 5.  | Radnički Belgrado     | 18 | 10 | 8  | 1 463 | 1 305 | 20  |                |
| 6.  | Partizan Belgrado     | 18 | 9  | 9  | 1 565 | 1 449 | 18  |                |
| 7.  | Željezničar Karlovac  | 18 | 7  | 11 | 1 323 | 1 376 | 14  |                |
| 8.  | Stella Rossa Belgrado | 18 | 5  | 13 | 1 399 | 1 452 | 10  |                |
| 9.  | Željezničar Sarajevo  | 18 | 2  | 16 | 1 187 | 1 504 | 4   | retrocesse     |
| 10. | Mladost Zagabria      | 18 | 1  | 17 | 749   | 1 828 | 2   | retrocesse     |

| YUBA liga 1962        |
| --------------------- |
| AŠK Lubiana 4º titolo |

## Formazione vincitrice
| N° | Naz.                  | Ruolo | Sportivo          |  | Alt. |  |
| -- | --------------------- | ----- | ----------------- |  | ---- |  |
|    | Jugoslavia (bandiera) | P     | Ivo Daneu         |  | 188  |  |
|    | Jugoslavia (bandiera) |       | Igor Jelnikar     |  |      |  |
|    | Jugoslavia (bandiera) |       | Matija Dermastija |  |      |  |
|    | Jugoslavia (bandiera) |       | Emil Logar        |  |      |  |
|    | Jugoslavia (bandiera) | P     | Marjan Kandus     |  | 186  |  |
|    | Jugoslavia (bandiera) |       | Karel Kapelj      |  |      |  |
|    | Jugoslavia (bandiera) |       | Bogdan Müller     |  | 198  |  |
|    | Jugoslavia (bandiera) | P     | Miha Lokar        |  | 182  |  |
|    | Jugoslavia (bandiera) |       | Marko Vrhovec     |  |      |  |
|    | Jugoslavia (bandiera) |       | Peter Samaluk     |  |      |  |
|    | Jugoslavia (bandiera) |       | Tomo Vavpetić     |  |      |  |
|    | Jugoslavia (bandiera) | G     | Borut Bassin      |  |      |  |
|    | Jugoslavia (bandiera) |       | Ivan Potočnik     |  |      |  |
|    | Jugoslavia (bandiera) | All.  | Boris Kristančić  |  |      |  |